# Unaspis xianensis
Unaspis xianensis är en insektsart som beskrevs av Zeng 2000. Unaspis xianensis ingår i släktet Unaspis och familjen pansarsköldlöss. Inga underarter finns listade i Catalogue of Life.